# Мэйчжоувань
Мэйчжоувань (кит. 湄洲湾) — глубоководный залив Тайваньского пролива Южно-Китайского моря на юго-востоке Китая в провинции Фуцзянь. На берегах залива находятся район Сююй городского округа Путянь и район Цюаньган городского округа Цюаньчжоу и другие. С востока залив закрывает остров Мэйчжоу, давший заливу название. Средняя величина приливов — 4—5 м.
Залив является естественной гаванью, ближайшей к тайваньскому порту Цзилун. Протяжённость глубоководной береговой линии 15 км на северном берегу залива, где расположены новые глубоководные перевалочные портовые зоны. В строительство причалов инвестировано 12 млрд юаней. Грузооборот превысил 10 млн тонн в 2016 году. 
Вокруг залива расположены нефтеперерабатывающие и металлообрабатывающие предприятия.
Через залив Мэйчжоувань строится железнодорожный балочный мост высокоскоростной магистрали Фучжоу — Сямынь.
Через залив проходит линия электропередачи (ЛЭП) 500 кВ «Юньпу».